# Sieneke Peeters

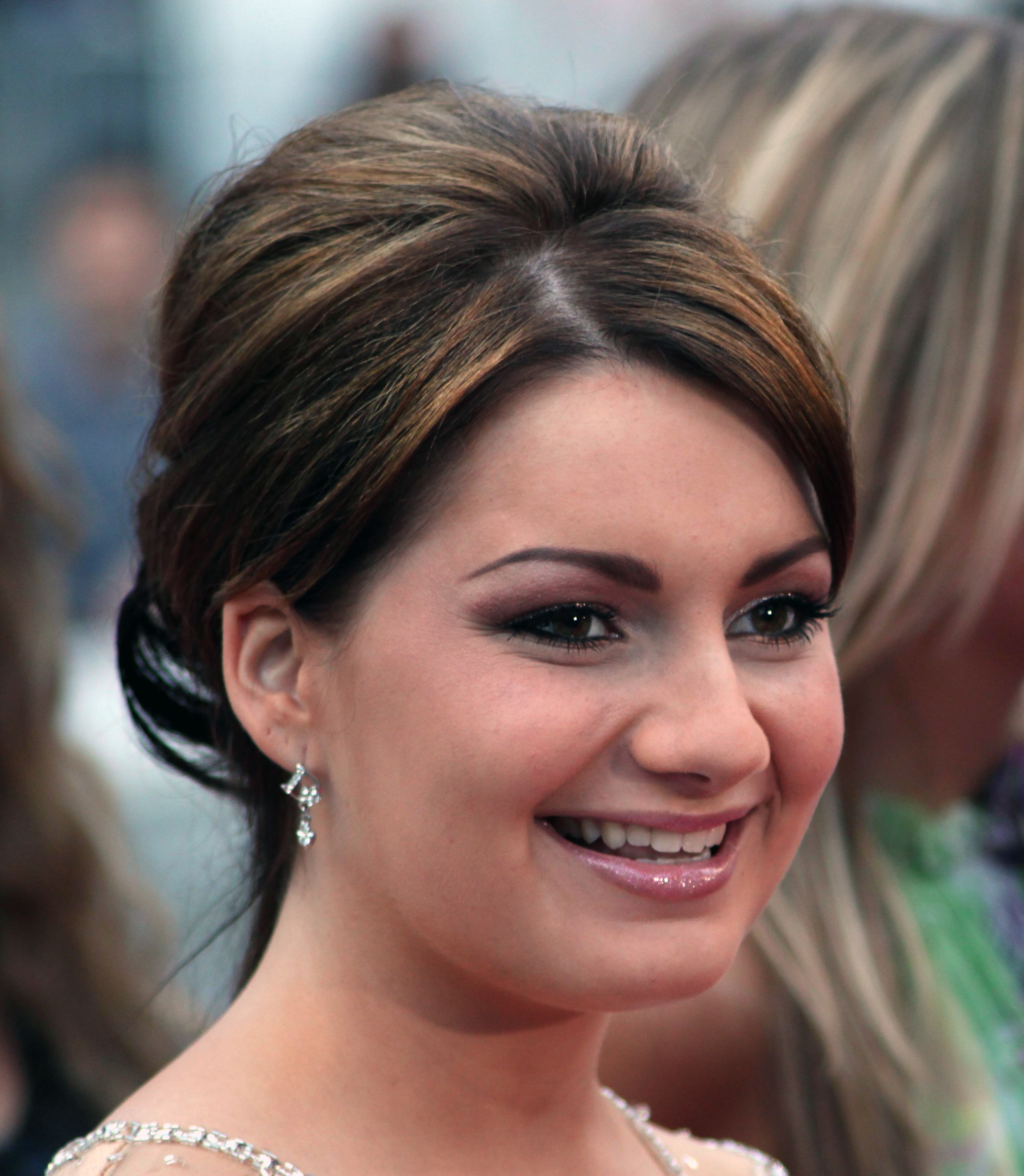
Sieneke Peeters

Sieneke Peeters (născută la 1 aprilie 1992) este o cântăreață neerlandeză. Ea a reprezentat Țările de Jos la Concursul Muzical Eurovision 2010 cu melodia „Ik ben verliefd (Sha-la-lie)”. Au existat și acuzații de plagiat la adresa ei. 